# Русско-Сидоровка
Ру́сско-Си́доровка — хутор в Куйбышевском районе Ростовской области. 
Входит в состав Лысогорского сельского поселения. 

## Население
| 2010 |
| ---- |
| 184  |

По данным переписи 1926 года по Северо-Кавказскому краю, на хуторе числилось 28 хозяйств и 164 жителя (78 мужчин и 86 женщин), из которых 135 — украинцы, 29 — великороссы.

## Улицы
На хуторе имеется одна улица: Ростовская.